# 限制 (BDSM)
限制（英語：Limits），即在BDSM中，参与者对活動或行为的规范。双方通过描述来清楚他们的所希望和不渴望甚至不容忍的内容。通常做法为设置安全词和禁止某些玩法。

## 种类
- 无限制：一些参与者选择不设限。这通常出现在权利交换和edgeplay。这种类型的安排被认为算不算是“安全，理智，知情同意”，在BDSM社区中还存在争议。
- 硬性限制：一定不能做。违反硬性限制通常被认为是以正当理由结束游戏，甚至关系。
- 软限制：一个犹豫或条件严格的约定，但他们仍可能签署知情同意书。在特定情况下可以做出某些平时被禁止的事。软限制可以包括那些需要谨慎的态度或行动。
- 需求限制：可以做某种事，但需要额外做别的事。如“如果你要鞭打我，我会需要很多的事后照顾”。
- 必须限制：指的是某种事是参与者进行BDSM play必须要满足的，比如“如果我们一起玩BDSM，我需要你必须得扯我头发”。
- 时间限制：设定活动的时间。